# L'uomo che vinse la morte
L'uomo che vinse la morte (The Brain) è un film del 1962 diretto da Freddie Francis, basato sul romanzo del 1943 Il cervello di Donovan di Curt Siodmak, che aveva già ispirato, in precedenza, i film La donna e il mostro (1944) e Il cervello di Donovan (1953).

## Trama
Il famoso e potente industriale Max Holt viene raccolto morente fra i rottami del suo aereo dallo scienziato Corrie, autore di arditi esperimenti nel campo della biologia. L'uomo muore, ma lo scienziato riesce a mantenerne in vita il cervello e a potenziarne le facoltà a tal punto di diventarne succube. Tramite impulsi il prodigioso cervello guida lo scienziato a compiere un'indagine sulle cause dell'incidente.

## Produzione
Il film, una coproduzione tra Gran Bretagna e Germania Ovest, venne prodotto dalla Central Cinema Company Film e dalla Raymond Stross Productions. Venne girato negli Twickenham Film Studios a St. Margarets, distretto del borgo londinese di Richmond upon Thames.

## Distribuzione
Venne distribuito in Gran Bretagna dalla Governor Films nel settembre 1962; in Germania Ovest dalla Europa-Filmverleih AG il 9 ottobre 1962, col titolo Ein Toter sucht seinen Mörder. In Italia uscì nel 1963.

## Critica
Meno convincente degli altri, il film si risolve in una vicenda giallo-horror (il regista è un habitué della Hammer) penalizzata dalla mancanza del colore.»
(Fantafilm)